# Douglas (hout)

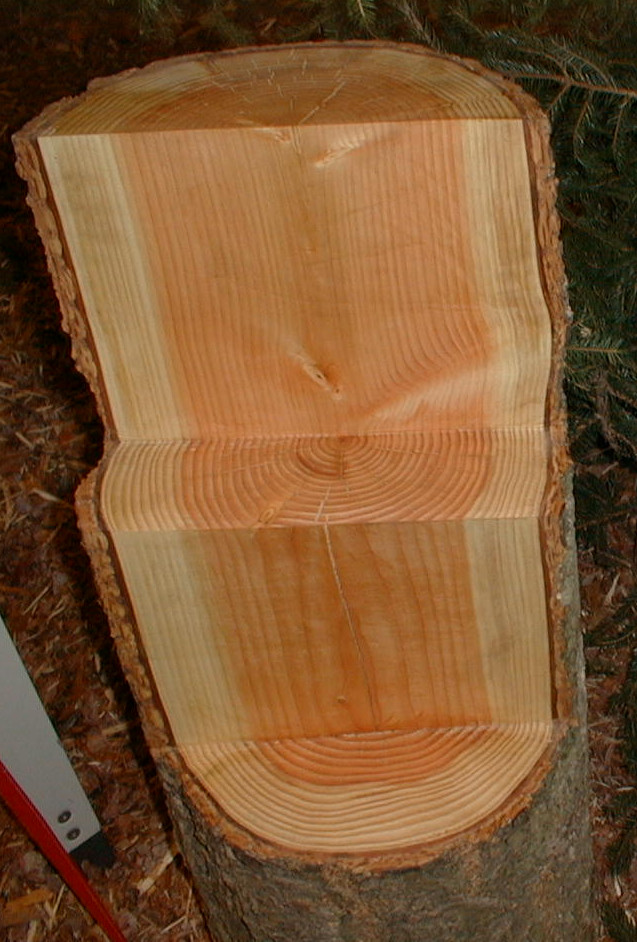
Hout van de Douglasspar

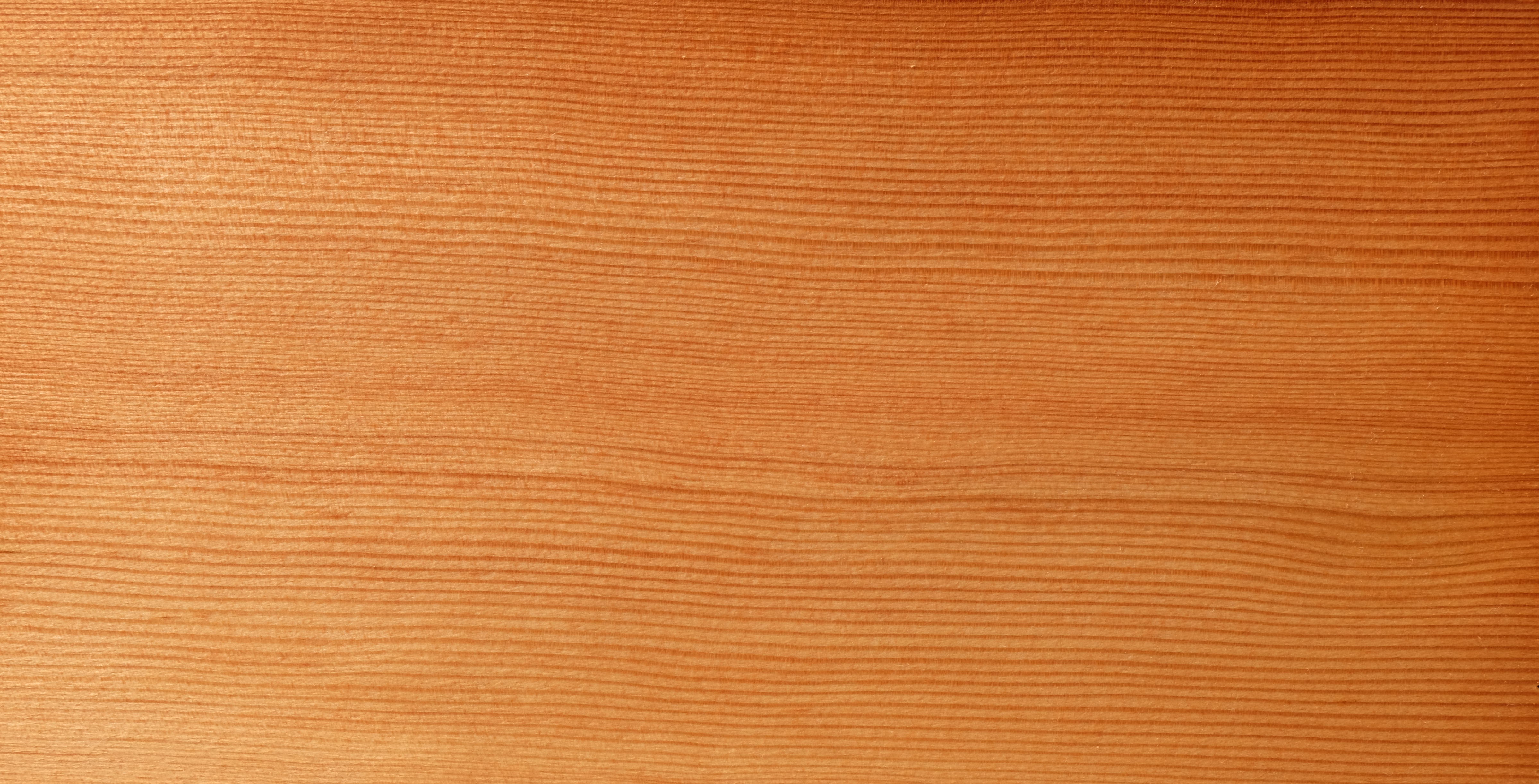
Oregon pine, kwartiers

Douglas is een houtsoort, afkomstig van de douglasspar. Het spint is bleekbruin; het kernhout is roze-bruin: het spinthout is niet-duurzaam (klasse 5); het kernhout is matig duurzaam (klasse 3-4). Het hout van alhier gegroeide bomen noemt men 'inlands douglas'. 
Het hout is in grote afmetingen beschikbaar en wordt bijvoorbeeld voor spantconstructies gebruikt. Ook wordt veel douglas verwerkt tot multiplex. Bij gevelconstructies zoals deuren en kozijnen wordt het hout veelvuldig toegepast. Zoals bij alle houtsoorten geldt dat bij toepassing buitenshuis het spinthout verduurzaamd of geschilderd hoort te worden.

## Oregon pine
Van oude douglasbomen uit de Verenigde Staten afkomstig hout staat in Nederland bekend als Oregon pine. Het is vanwege de gunstige eigenschappen voor bijna alle doeleinden te gebruiken, zoals in de bouw, voor vloeren, schuttingen, masten etc. Oregon pine wordt gebruikt voor binnen- en buitentimmerwerk en in de meubelmakerij. Voor ladderbomen en gymnastiektoestellen wordt het gebruikt vanwege de grote veerkracht. Door de grote sterkte en taaiheid werd het bovendien vaak gebruikt voor masten van schepen.
Als het kwartiergezaagd wordt is het zeer stabiel en bovendien heeft het dan een fraaie streeptekening.
Zolang Oregon pine niet gelakt is, moet het uit de zon en uit de buurt van kachels gehouden worden; er komen gemakkelijk haarscheurtjes in.